# 扇風機

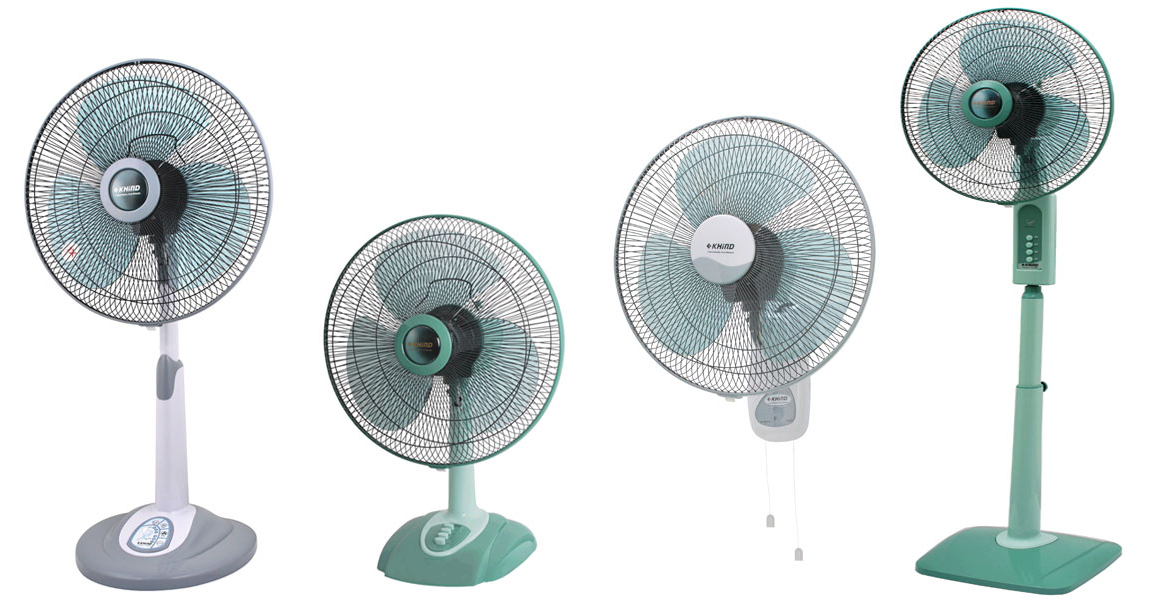
様々なタイプの扇風機

扇風機（煽風機、せんぷうき）とは、回転する羽根によって風を発生させて涼感を得る機器。通常、扇風機という場合には、小型電動機の軸に羽根をつけ、その回転によって風を起こす装置をいい、電気扇風機のことを指す。
なお、サーキュレーターとは目的や構造が異なる。ただし、両者を一つの商品カテゴリーで扱う家電量販店やホームセンターもある。

## 概説
同じ気温下でも風が当たると、人体が発した熱が滞留しにくいうえ、汗の蒸発熱により体温を抑制し、涼しく感じる。電気扇風機は、モーターに羽根（ファン、プロペラ）をつけ、そのモーターによってファンを回転させる送風機で風を作りだしている。

### 特長・用途
扇風機には、クーラーに比べて利点がいくつかある。電気料金が比べて安価である、窓を開放した状態で使用でき新鮮な外気を呼び込める、部屋に快適な風の通り道をつくり体感温度を下げることができる、エアコンに比べ設置の制約が少なく移動が簡便、初期投資も安い等々である。
室内の空気を撹拌して冷暖房を補助するエアサーキュレーターとして、洗濯物に風を当てて早く乾かすための道具として使われることもある。

## 歴史

### 19世紀
日本では、江戸時代には複数のうちわを軸に固定して手回しのハンドルで回転させる扇風機のような物が作られていた。世界初の電気扇風機は19世紀後半、モーターの発明とほぼ時を同じくしてアメリカで開発・発売された。直流に執着し、直流による発送電を行っていたトーマス・エジソンは直流モーターの扇風機を発売するが、交流発送電が主流になるにつれて、交流式モーターのものが主流となった。
日本ではゼネラル・エレクトリック（GE）の技術で芝浦製作所（東芝の前身）が1894年（明治27年）に発売したものが最初である。本体に電球を備え付け、スイッチを入れるとプロペラが回るとともに電球が点灯する直流モーターの扇風機であった。電球はプロペラを回す直流モータの回転を安定させるための抵抗であったとされる。欧米では天井扇が主流であったが、日本ではほとんど需要がなく、卓上扇風機を中心に開発が進められ、当初は町工場も製造していたが、次第に財閥系の大企業が製造を独占した。

### 20世紀
1913年（大正2年）には、川北電気企業社から12インチの交流電気扇風機が発売された。大正時代には三菱電機、富士電機、日立製作所などのメーカーも参入し、本格的に国産扇風機が量産され始めた。各社の宣伝活動が盛んになり、大正期前半の扇風機は、黒色、4枚羽根、ガード、首振り機能が基本要素だった。高価な商品であったため、大半の人は扇風機貸付制度を利用しており、扇風機はステータスシンボルであった。一膳飯屋では、扇風機のあるなしで客の入りが違ったため、1台30円という高額にもかかわらず競って設置した。
昭和初期には川崎造船所（川崎重工業の前身）が、左右だけで無く上下の首振りも同時にする、2軸リンクの扇風機を発売した。当時は「電気扇」「電扇」などと呼ばれていた。
扇風機は家屋や店、鉄道車両内などで広く利用され、夏の風物詩の一つともなった。俳句など詩歌で「扇風機」は夏を示す季語である。夏目漱石の日記でも「扇風機が頭の上で鳴る」などと書かれている。
1957年（昭和32年）5月、三洋電機が伸縮機能付きの扇風機を発売。洋間では適当な高さの台に乗せていた扇風機を、直接床に置いて高さが調節できるようになった。当時の価格は1万2800円。
高度経済成長期を経て、昭和後半から平成期には冷房機能を備えたエアコンが低価格化して普及した。扇風機が使用される機会は減ったが、夏がさほど酷暑でない地域に暮らしていたり、エアコンにより身体が冷え過ぎることを嫌ったり（いわゆる冷え性や冷房病など）して、扇風機や冷風扇を愛用する人もいた。
なお、1937年（昭和12年）より国税として物品税が課されるようになった（1989年（平成元年）まで）。他にも、地方税（府県税）として扇風機税を課している自治体も多かった。

### 21世紀
従来の誘導電動機よりも効率が良く、消費電力が小さいブラシレス直流モーターを採用した扇風機が多数登場している。USB方式で5Vの電源を用いるタイプも増えている。
2011年には、3月11日に発生した東北地方太平洋沖地震（東日本大震災）及び東京電力・福島第一原子力発電所での事故による電力危機で、初夏以降、日本国内各地で（エアコンより省エネの）扇風機の需要が急増、品薄状態となった。

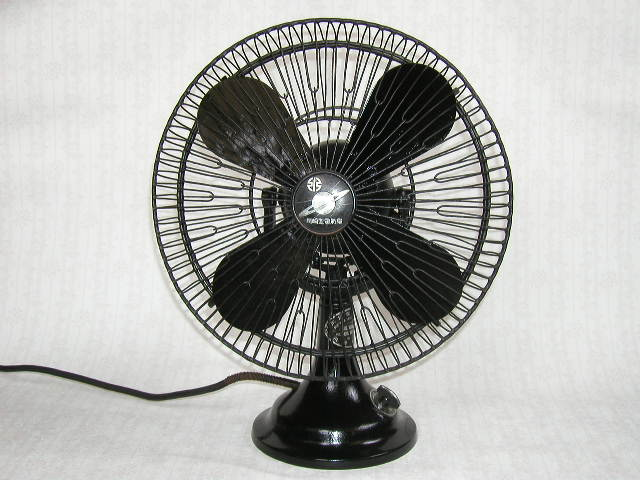
川崎型電気扇
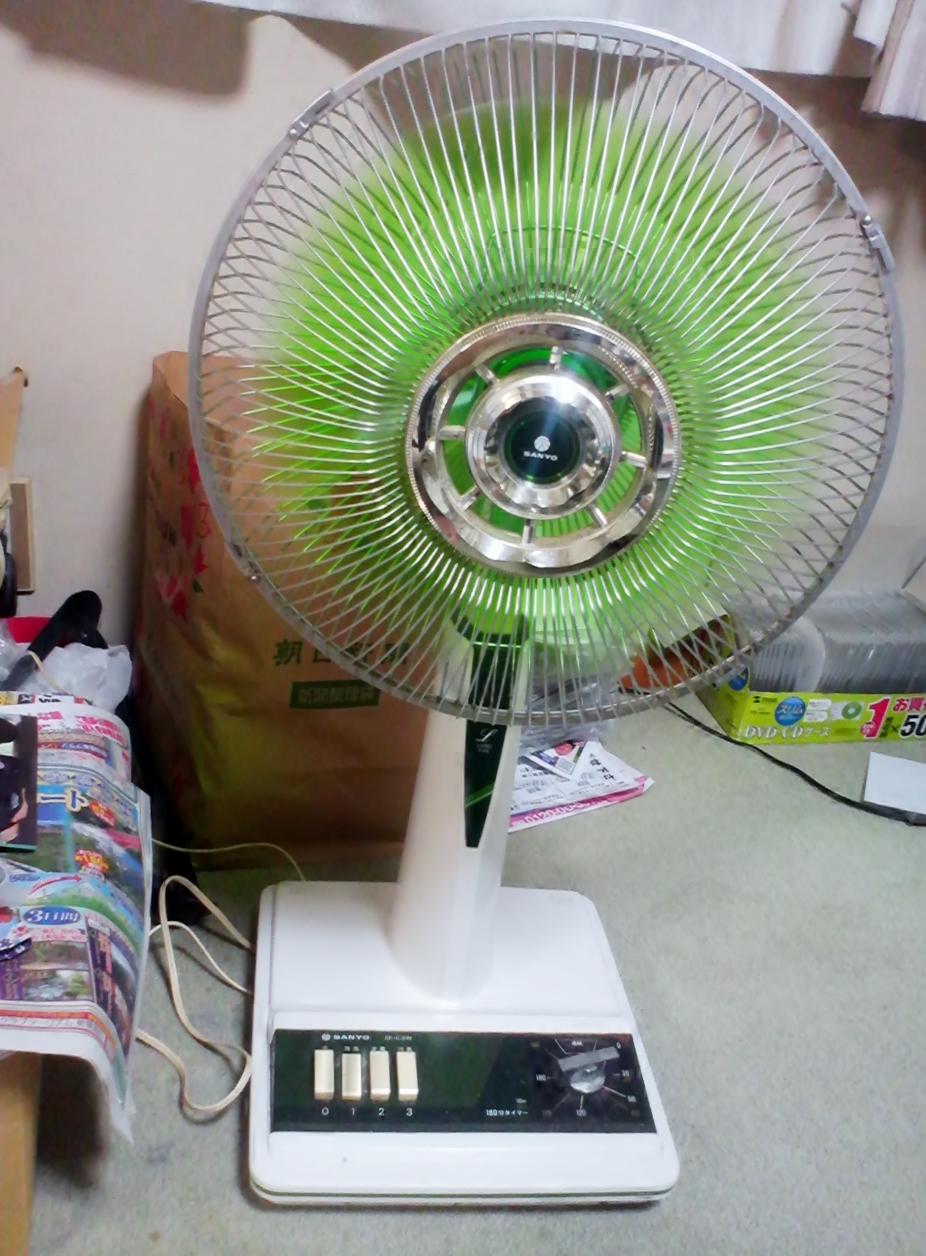
昭和後期頃の扇風機（SANYO製）

## 構造と機能

### 羽根
ごく一般的な電気扇風機のプロペラファンの枚数は、直線で構成できる2翅の他は、長らく3翅が主流であった。近年では効率化の観点から5翅が多い。これは、正三角形、正五角形のように、対角線が一筆書きになる図形を基にした放射線の方が、図面上配列を均一にしやすいことや、成型時に中心を取りやすく、かつ、工作精度の限界による図形上の中心と重量上の中心のズレが発生しても偏回転を起こしにくく、設計・製造の両面で有利であったためである。
これに対して、4翅、6翅といった偶数のものは、同様の理由から少数派である。4翅は普及黎明の商品に見かけることがあるが、金属プレス加工やプラスチック一体成型のプロペラが主流になるにしたがって姿を消していった。
唯一、東芝だけがプラスチック一体成型のプロペラ全盛期に至っても一貫して4枚羽根を採用し続けてきた。主に東急車輛製造（一部、日本車輌製造）製の鉄道車両のオート扇に4翅扇風機が見られるのは、東芝が同社に電装品を納入している関係による。
また、2011年に東芝は、7翅（家庭用）の販売も始めた。
なお、羽根のない扇風機も存在する。

### モーター
商用電源（単相100V）用のモーターとして大正時代から使用されたのが、不平衡三相により三相巻線を駆動する誘導モーター（モノサイクリック始動形単相誘導電動機）や分相型の誘導モーターであった。1955年（昭和30年）にコンデンサモーターの扇風機が発売されると、始動トルクが大きく、回転も滑らかになり、扇風機用モーターの主流になった。小型の扇風機には、くま取りコイルモーターが使用される。構造が簡単で安価であるが、効率が悪いため大型の扇風機に使用することはできない。2011年以降の節電ブームで、効率の高いDCブラシレスモーターを使用した扇風機も人気となった。DCブラシレスモーターは広い速度範囲での変速運転が可能で、低速度でも安定して回転する。ただし、直流を作るための回路やモーターの駆動回路が必要となるため、コンデンサモーターを使用した扇風機に比べると高価になる。また、交流から直流に変換するスイッチング電源の力率が改善されたものでない場合は入力電流が交流モーターの扇風機と比べて悪い場合がある。

### ガード部
ガード部分は、前後面ともに中心から放射状に骨が張られているのが主流だが、（乳幼児などの指が入らないよう）目を細かく菱形格子状に設計している商品もある。
なお、ガード部に被せる網目状のネットも市販されている。

### 機能
以下は商品によって異なる。
- 風量機能（微風、弱風、中風、強風などに区分した段階式のものが多い）
- 「リズム風」機能
- タイマー機能（主にオフタイマー）
- 自動の首振り機能
  - 首振り角度調整機能
- 仰角から俯角までの角度調節機能
- 支持部の上下伸縮機能
- リモコン

## 種類

### 座敷扇・リビング扇

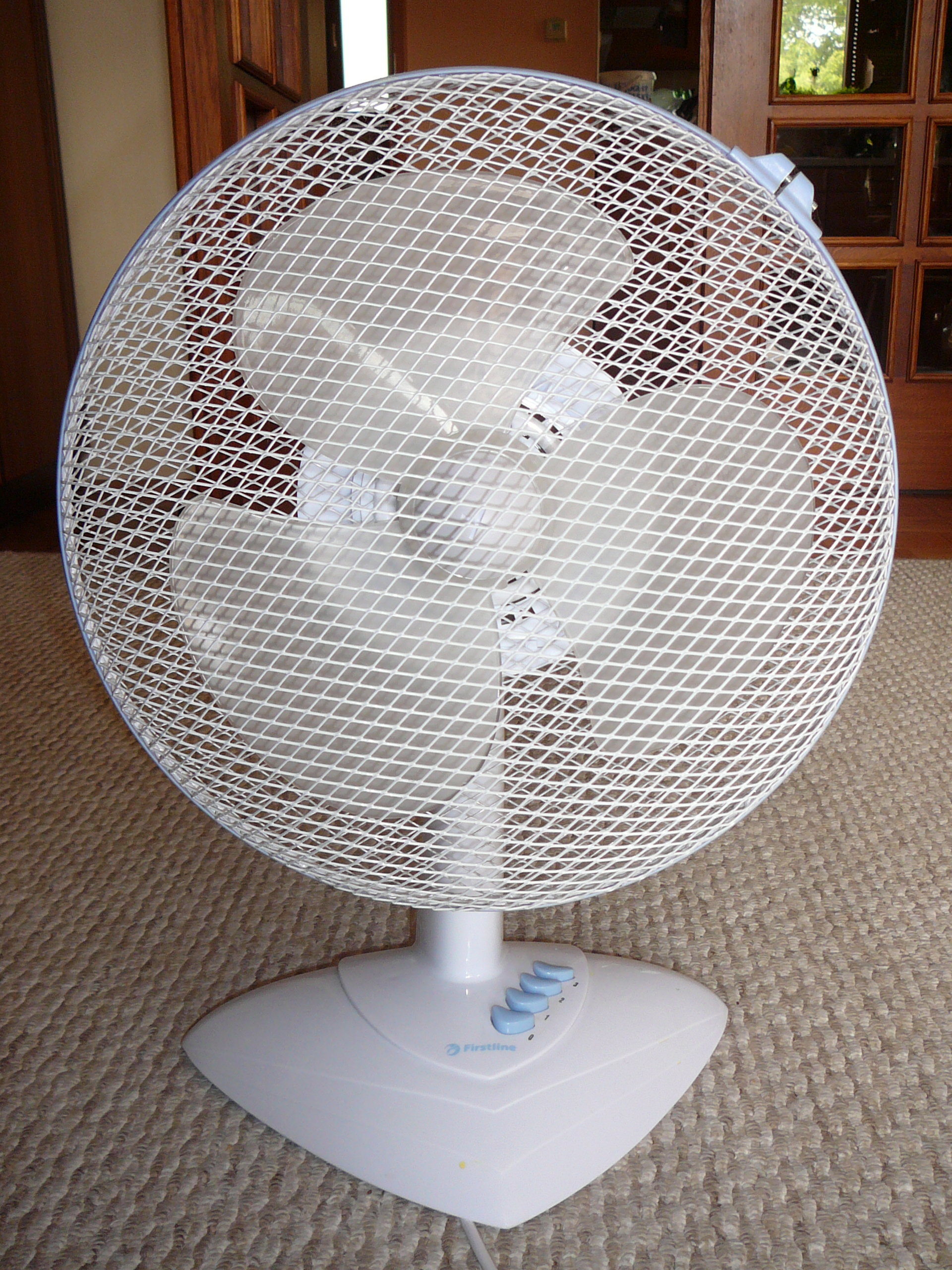
扇風機の一例

日本の座敷等で使用することを目的とした比較的背の低い自立型のものは、座敷扇（ざしきせん）と呼ばれ、高さ70 cm程度が一般的であるが、首を伸ばすことで更に20 cm程度高くすることができる。これに対して、リビングルーム（居間）等で用いられる比較的背の高い自立型のものは、リビング扇（-せん）と呼ばれる。
- 羽根は、一般に3枚から5枚程度で、直径は約 30 - 35 cm。
- 風量（羽根の回転速度） - 一般的に3段階から5段階程度の切り替えができる。無段階で風量を変えられるものや、自動的に風量が増えたり減ったりするもの、1/f ゆらぎで風量が変化するファジィ制御のものなどもある。「リズム風」などともあるほか1970年代ごろの扇風機の一部にはかなりの低速で回転が出来る「超微風」（一部メーカーでは「超低速」）というモードがあり、これらが現在の「うちわ風」(日立)、「ゆっくり風/ふわり風」(東芝)、「ベビー風」（三菱電機）などに継承されている。DCモーター扇風機ではほとんどの機種で装備されている。
- 風向 - 上下方向への角度調節、左右への自動首振りができる。中には首振り角度が調節できるものやクランクの固定位置を変えて高角度で首振りができるもの、360度回転するもの、8の字に首振りするものもある。
- タイマー - 機種にもよるが、手回しは30分から3時間程度、マイコン式は30分から8時間程度の範囲で任意の時間に設定できるタイマーを内蔵し、指定時間経過後に自動的に電源を切る機能を備えるものが多い。また、マイコン式は切タイマーだけではなく、入タイマーを備えるものも多い。
- 他
  - ワイヤレスリモコン付きのものもある。以前は超音波式リモコンや有線リモコンが使用されたことがあるが、現在は赤外線リモコンが主流。
  - 子供（特に乳幼児）への安全対策 - 1970年代頃の機種の中には、自動停止機能「タッチストップ」付きのものもあった。接触検出回路に静電容量型近接センサーが内蔵されており、素手で触れた時の静電容量の増加を感知して自動停止する、というものであった。このような機能が搭載されたものは長らく市場から姿を消していたが、その後2009年（平成11年）に三洋電機からタッチストップ機能付きの機種が発売されていた。なお、三洋電機はその後パナソニックの子会社となり、2012年（平成24年）から三洋の設計を受け継ぎパナソニックブランドで発売されていたものの、タッチストップ付は廃止された。2015年（平成27年）6月現在、タッチストップ機能を搭載したものは、山善、ユアサプライムス、トヨトミから発売されている一部機種のみである。なお、タッチセンサー式を用いない乳幼児向けの安全対策として、一部の製品が目の細かいメッシュガードを採用しているほか、ホームセンターなどでも扇風機用ネット（網）が販売されており、それをガードに被せれば子供の指がファンに触れる心配はない。
  - 人感センサーによって周囲に人が近づいた時だけ動く節電タイプなどもある。

### フロア扇
主に洋間等で使用するもので支柱が極めて長い又は支柱の中間から上部に操作部があるもの。機能については座敷扇とほぼ同じ。

### 壁取付扇・壁掛扇
壁や柱に取り付けて使用するもので、壁取付扇、壁掛扇と呼ばれる。高所にあるため、首を斜め下に向けて使用する。また、操作には引き紐（プルスイッチ）や、リモコンを用いる。床に設置スペースをとらないので、邪魔にならない。
1980年頃に発売された壁掛け扇風機には、赤外線でなく超音波を使用したリモコンのものもある。

### 天井取付扇・天井扇
天井に取り付けて使用するもので、天井取付扇、天井扇とも呼ばれる。シーリングファンとも言い、天井に取り付ける大型のもので、直径は1 m前後である。冷房やエアコンが普及するまで官公庁や病院、デパートなどで一般に見られた。エアコンと同時に使うと、室内の温度がより均一になり、冷却および暖房効率が上がる。軸が天井固定でモーター本体に羽根がついて回転する形式が多い。ハワイなど南国では一般的に使われている。照明と一体になったデザインのものもある。現在ではレトロな雰囲気を出すためにインテリアとして設置する例が見られる。人は風が当たると同じ温度でも涼しく感じるので、夏場は下向き、冬場は上向きに風を送るようにすると効果的である。

### ボックス扇
その名の通り四角い箱に入っている。形は換気扇と似ている。1980年に三洋電機から発売された「EF-01000」などはお洒落な外観から人気を集めた。
首振り機構は無く、その代わりにルーバーが回転する。左右の角度調節は本体を動かすしかないが、上下は垂直から水平までできるものもある。夜間、窓際に設置して冷たい外気を室内に取り入れるウィンド・ファンとして利用可能である。青色の抗菌蛍光灯付きの製品も発売されていた。脚とボックス本体の間に回転軸を設け首振りを可能にした製品も発売されている。
一部の鉄道車輌において冷房改造時後に装着されていた。

### 全周扇
円形の筐体の底部にモーター、その上に座敷扇等と同様の羽根があり、上部に風量切り替えスイッチがついているもの。筐体側面の一部が格子状となっており、筐体の周囲全体に風を送る。形状としては円柱（スツール）状で、実際に丸椅子代わりに使用することもできる。三洋電機「EF-6KU」などが有名。

### 多翼扇
多数の羽根をドラム状に構成した遠心式の扇風機。タワーファンとも呼ばれる。ブロワーファンやクロスフローファン、シロッコファンを採用した、柱状の扇風機。送風機ともいわれる。

### オート扇
サイクル扇とも呼ばれる、天井に固定して使用する扇風機で、銭湯や鉄道車両、駅のホームなどに取り付けられていた。
クランクなどを使用し、モーターを歳差運動させる。大抵は、電源を入れると同時に旋転を始めるが、古いものでは、紐やスイッチで旋転を停止させる機構がついているものもある。パナソニックや日立はオート扇を、三菱電機はサイクル扇を品名に使っている。

### エアマルチプライアー
エアマルチプライアーはイギリスのダイソン社により発表された扇風機で、羽根は本体内部にあり利用者が見えるところには無い。リングの中に周囲の空気を巻き込みながらモーターで加速して風を発生させる構造。

### 工業扇
工場などで使われる大型の物で、羽根の直径は様々。小型のものもあり（羽直径 10 - 20 cm）、45 cm程度のものもあるが、もっとはるかに巨大なものもある。趣味のDIYなどでははんだの煙やラッカー塗料の溶剤ガスを吹き飛ばすために使用される。異臭やホコリ、チリを吹き飛ばすほど強力なタイプもあり、主に工場で用いられるが、45 cm程度のものはホームセンターなどでも容易に入手できるので、多くの人が集まる集会場や一般家庭でも使われている場合がある。電源は単相100 Vや200 V、三相200 Vを使用することが多い。

### 霧放出扇
扇風機の前方から水蒸気を放出する器具を装着した扇風機である。「ミスト扇」とも呼ばれる。蒸発熱（気化熱）の効果を狙った製品でもある。

### 小型扇風機
持ち運びがしやすい小型の扇風機で、卓上扇やクリップ扇といった職場内での使用に向いている。ハンディファンなど移動時にも使える設計の小型扇風機もある。

#### 卓上扇
卓上で用いる小型の扇風機。電源はコンセント式だけでなく乾電池式やUSB式もある。

#### クリップ扇
大きな洗濯ばさみ状のクリップによって固定するものはクリップ扇（クリップせん）と呼ばれる。
- 羽根は直径15cm程度と小さく、上下方向への角度調節ができる。
- 左右への自動首振りができるもの、風量・羽根の回転速度は2段階程度の切り替えができるものもある。
- 一部のメーカー製品では壁掛け扇になる場合もある。
- アクセサリーソケットを使用して自動車の車内で使用できるものもあり、エアコンを使用するより低燃費であることを謳って販売している店舗もある。
- USBでパソコンに接続して使用するものもあるが、電力供給能力の限界上、かなり小さなものになる（USB扇風機を参照）。

#### ハンディファン
手持ち扇風機とも。手に持って使用する小型扇風機で、充電式のものは充電スタンドが付属するため、卓上扇としても使用できる。
ハンディファンのような製品がまだなかった2016年にリズムから発売された「モバイルうちわ」は海外市場で好評を受け、2018年頃から韓国や中国などアジア圏の若い女性層を中心に普及。日本でもFrancfrancより2018年から販売された「フレ 2WAY ハンディファン」は想定を超える売れ行きだったという。
ハンディファンなど屋外使用を前提とした携帯扇風機の注意点としては、炎天下での使用は熱風を吹き付けることになり逆効果となることや、直射日光や落下などの衝撃による内部電池の損傷が原因で発火・爆発に繋がる恐れが指摘されている。熱風対策については、濡れタオルやミストの併用による気化熱を活かした冷却が推奨されている。

#### 首掛け扇風機
首掛けに掛けて使用できる携帯扇風機で、両端がモーターになったヘッドフォン状（ネッククーラー）とネックストラップで掛けて使用する形状（ハンズフリーファン）が存在する。
ハンズフリーファンはハンディファンと同様に手に持つのが主な使用方法で、スタンド機能やモバイルバッテリーとしての機能を備えた製品もある。

### 扇風機付き服・リュックサック等
夏場に熱気や湿気を吹き飛ばすために、小型の扇風機（ファン）を組み込むか、後付けできる製品が各種販売されている。作業着（空調服）、リュックサック、傘、ベルト装着型、首掛け型などである。こたつの電熱部と取り換えて、足元を冷やせるタイプもある。

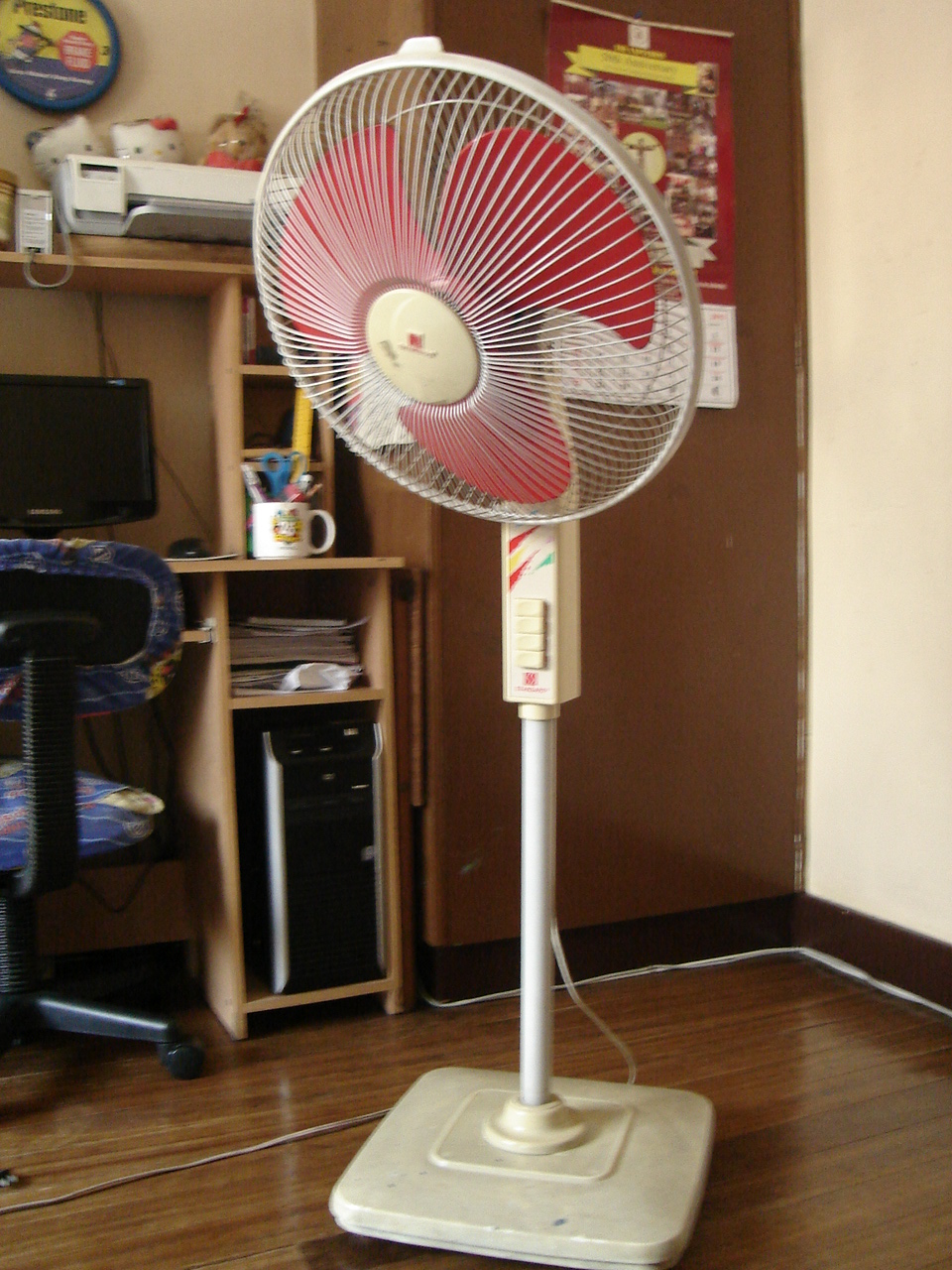
フロア扇
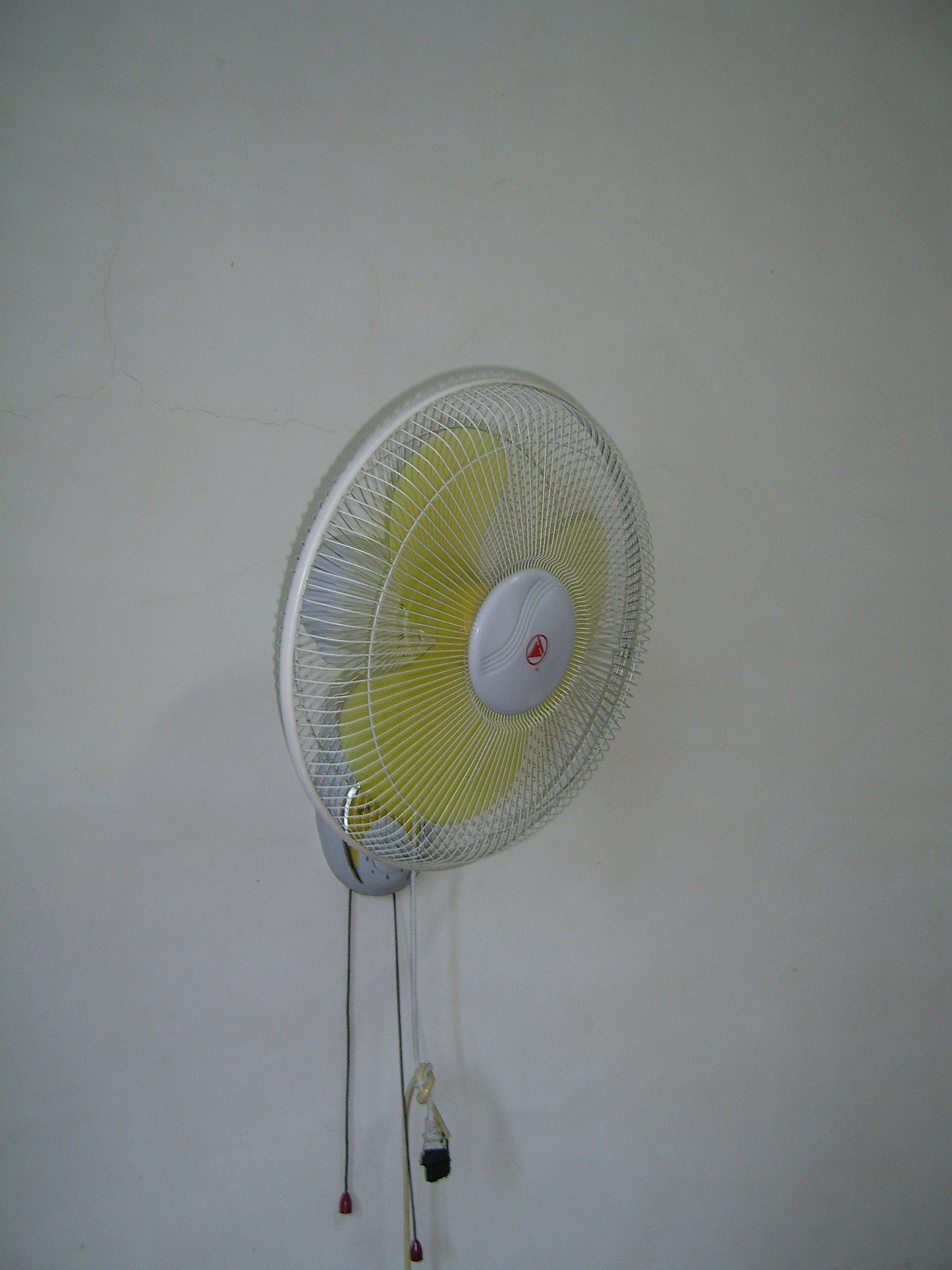
壁掛け扇
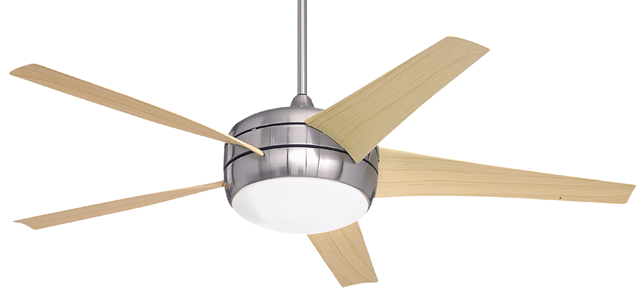
照明つき天井扇
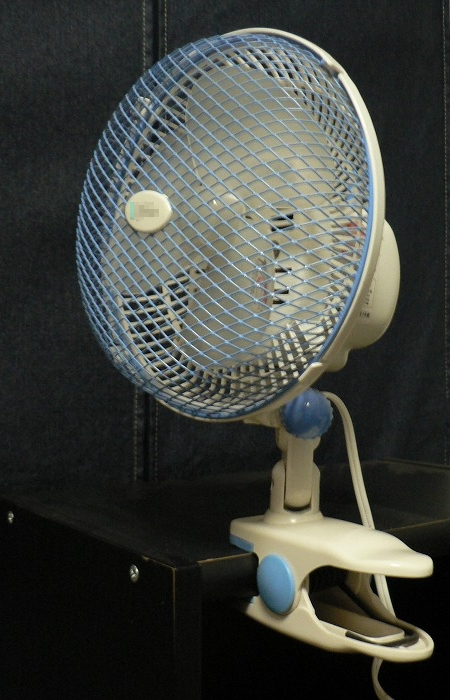
18cm クリップ扇
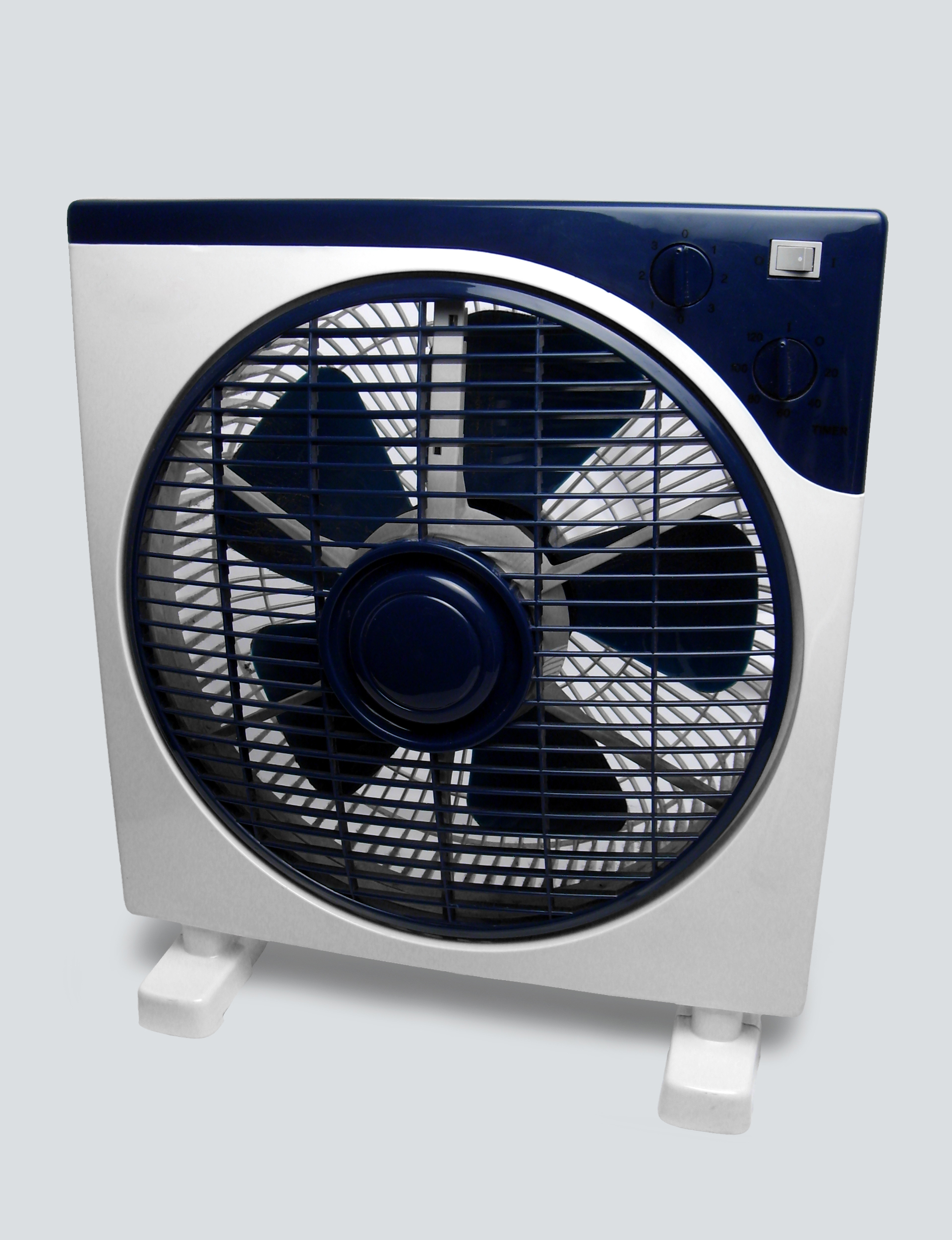
ボックス扇
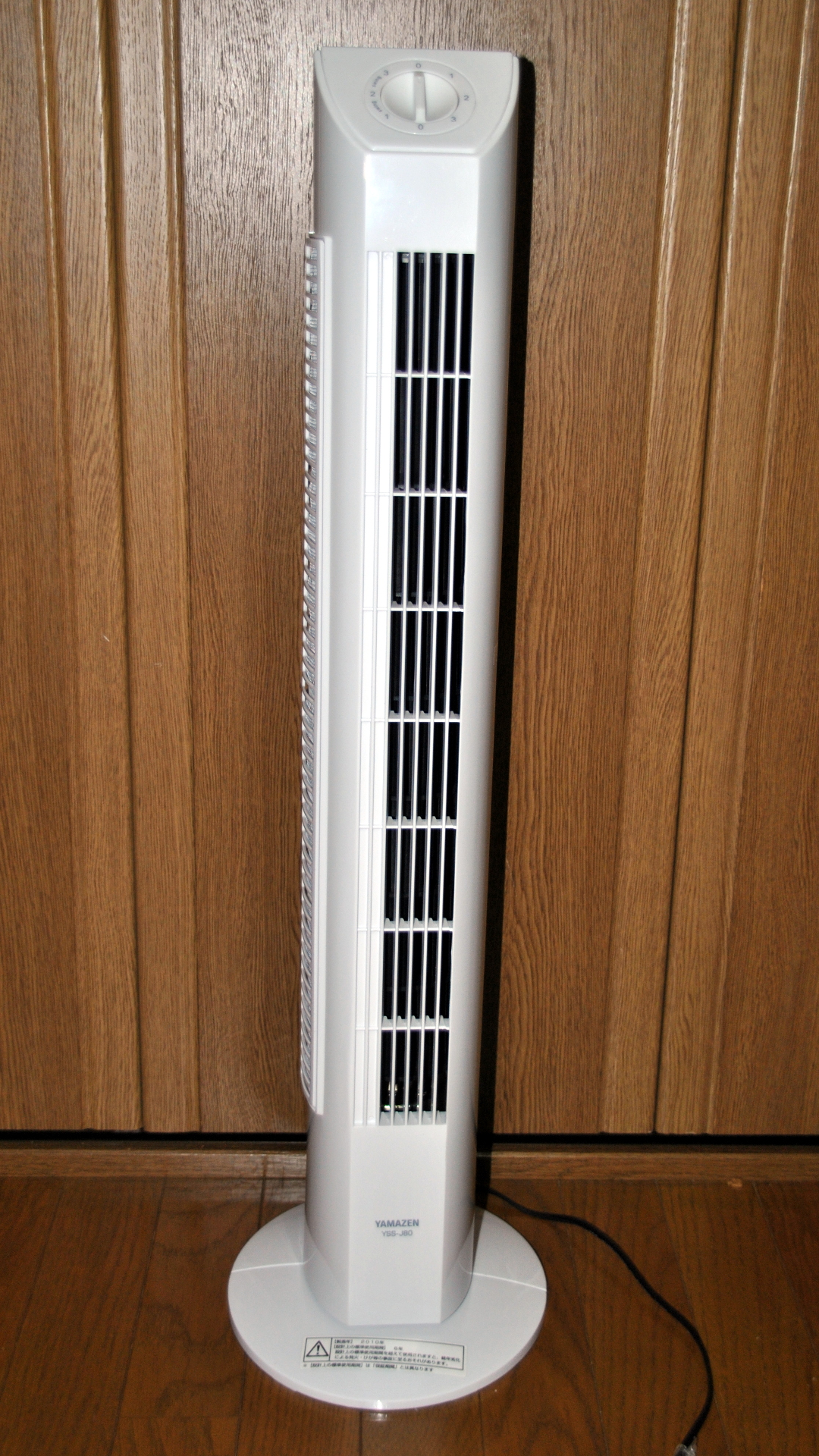
タワーファン
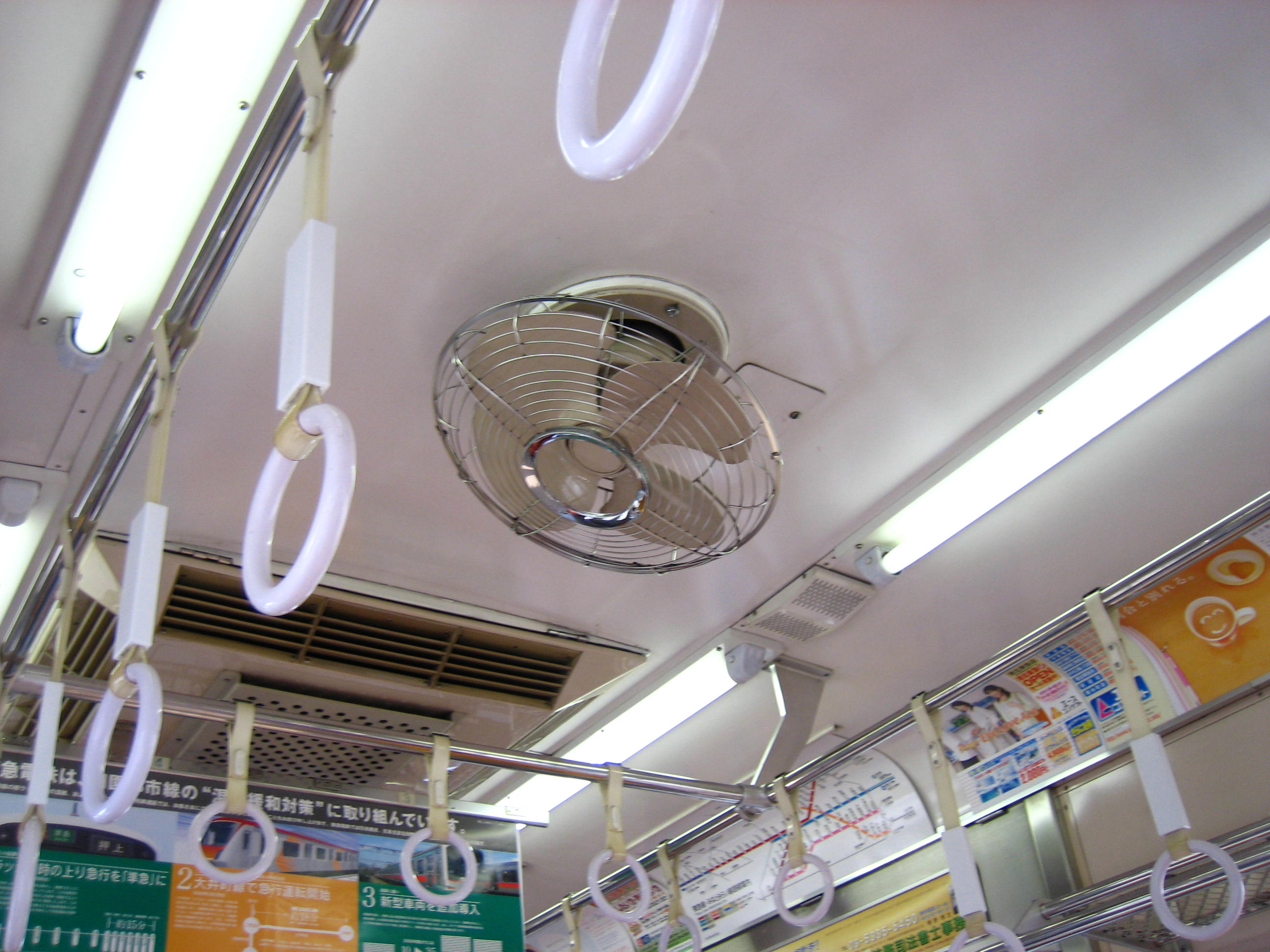
電車内 天井に設置されているオート扇（写真は東急8500系）
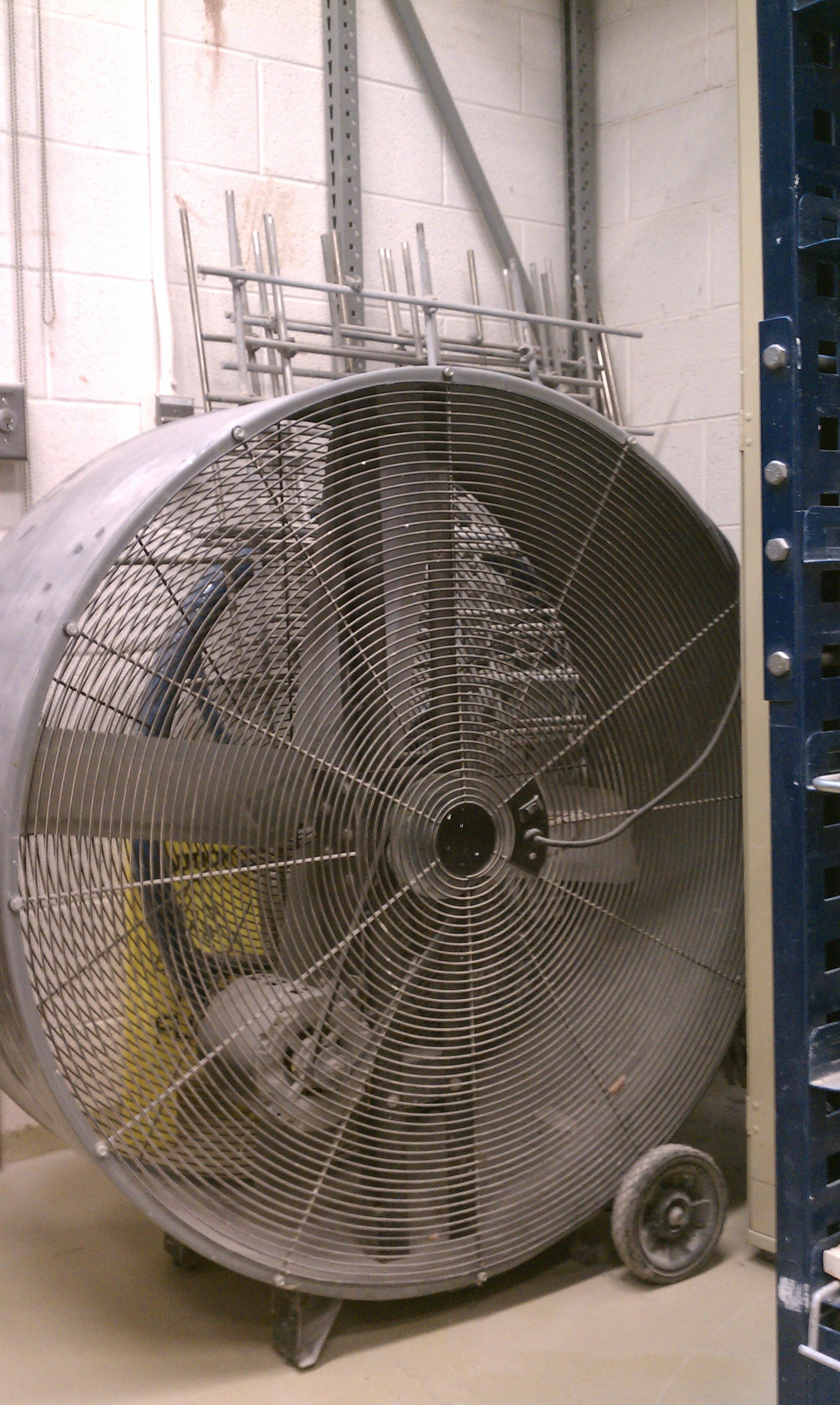
工業用

## 扇風機を製造しているメーカー

### 日本のメーカー
- 日立グローバルライフソリューションズ
- 東芝ライフスタイル（東芝ホームテクノ） -2017年5月当時、2015年の新製品が発売されて以来新製品が発売されていないため撤退したのか分からない不透明な状態が続いていたが2018年4月に新製品が発売された。なお、関連会社の東芝エルイートレーディングから「My Fresh」ブランドで壁掛扇とグリップ扇が発売されている。
- 三菱電機 - ACリビング扇の微風は「ベビー風」を採用。
- シャープ - 一時期撤退していたが2011年から再参入し、プラズマクラスターを搭載している。
- パナソニック（パナソニック エコシステムズ） - 一時撤退していたが、2012年に新製品が発売された。ACリビング扇の一部機種は三洋電機製のデザインを継承。
- ユーイング（旧・森田電工） - 2021年2月28日廃業。
- アピックスインターナショナル（「APIX」「Apice」ブランド）
- 山善
- 千住（「TEKNOS」ブランド）
- トヨトミ
- ユアサプライムス（「YUASA」ブランド）
- バルミューダ（「GreenFan」シリーズ）-2021年3月生産終了
- ツインバード（「コアンダエア」シリーズなど）
- スイデン - 「スイファン」のブランドで工業扇が発売されている。
- 電響社（「ZEPEAL（ゼピール）」ブランド）
- アイリスオーヤマ
- ドウシシャ(「kamomefan」ブランド)

### 外国のメーカー
- HATARI - 1980年に誕生したタイ王国のメーカー[30]。
- シャークニンジャ

## 規格
日本工業規格(JIS)C 9601「扇風機」"Electric Fans"は、扇風機の形状・性能・安全基準・試験方法などについて規格化している。
扇風機の形状により、卓上用・座敷用・床上用・壁掛用・天井吊り下げ首振り形の5種類をまず定義している。座敷用と床上用はともに床置き形であるが、首の高さ調節機構による最大高さが1.3メートル未満のものを座敷用、それ以上のものを床上用としている。その他は前述のとおりである。このほか、「扇風機前方の風速分布が同心円状とは大きく異なる」もの特殊形としている。
羽根の大きさは直径20・25・30・35・40センチメートルの5種類が定義されている。各大きさによる風速・風量の最大およびその状態での消費電力の最大は以下の通りである。測定方法や条件、測定値の許容範囲等は規格による。
| 羽根直径 | 風速         | 風量           | 消費電力 |
| -------- | ------------ | -------------- | -------- |
| 20cm     | 115m/min以上 | 12.5m3/min以上 | 35W以下  |
| 25cm     | 145m/min以上 | 18m3/min以上   | 50W以下  |
| 30cm     | 170m/min以上 | 28m3/min以上   | 65W以下  |
| 35cm     | 190m/min以上 | 38m3/min以上   | 80W以下  |
| 40cm     | 205m/min以上 | 54m3/min以上   | 100W以下 |

## トピック

### 扇風機の火災事故
古い扇風機は、経年劣化により火災を引き起こす可能性もあるため、製品評価技術基盤機構（NITE）などの団体が注意を呼びかけている。
特に、安全対策が施されていない「くま取り型モーター」を採用した扇風機（安価な製品に多い）に対し、課題を感じている専門家もいる（構造的には強いが、コンデンサの劣化や電気配線に損傷が発生すると短絡出火につながる）。扇風機に採用されているモーターの種類には、他に「誘導モーター」「整流子モーター」がある。
また、火災原因の一つへの対応としては、「ホコリ防止加工」が施されている商品もある。
2010年（平成22年）以降、消費者庁が報告を受けた62件の扇風機による火災事故で、15年以上の使用による事故32件のうち、28件が製造から35年以上経過した製品であり、それらの製品については、製造メーカが使用の即時中止を呼びかけている。そのため、電気用品安全法の電気用品の技術上の基準を定める省令が改正され、2009年4月以降に製造された扇風機については、長期使用製品安全表示制度により製造年と設計上の標準使用期間が記載されている。

## 他の動力による扇風機

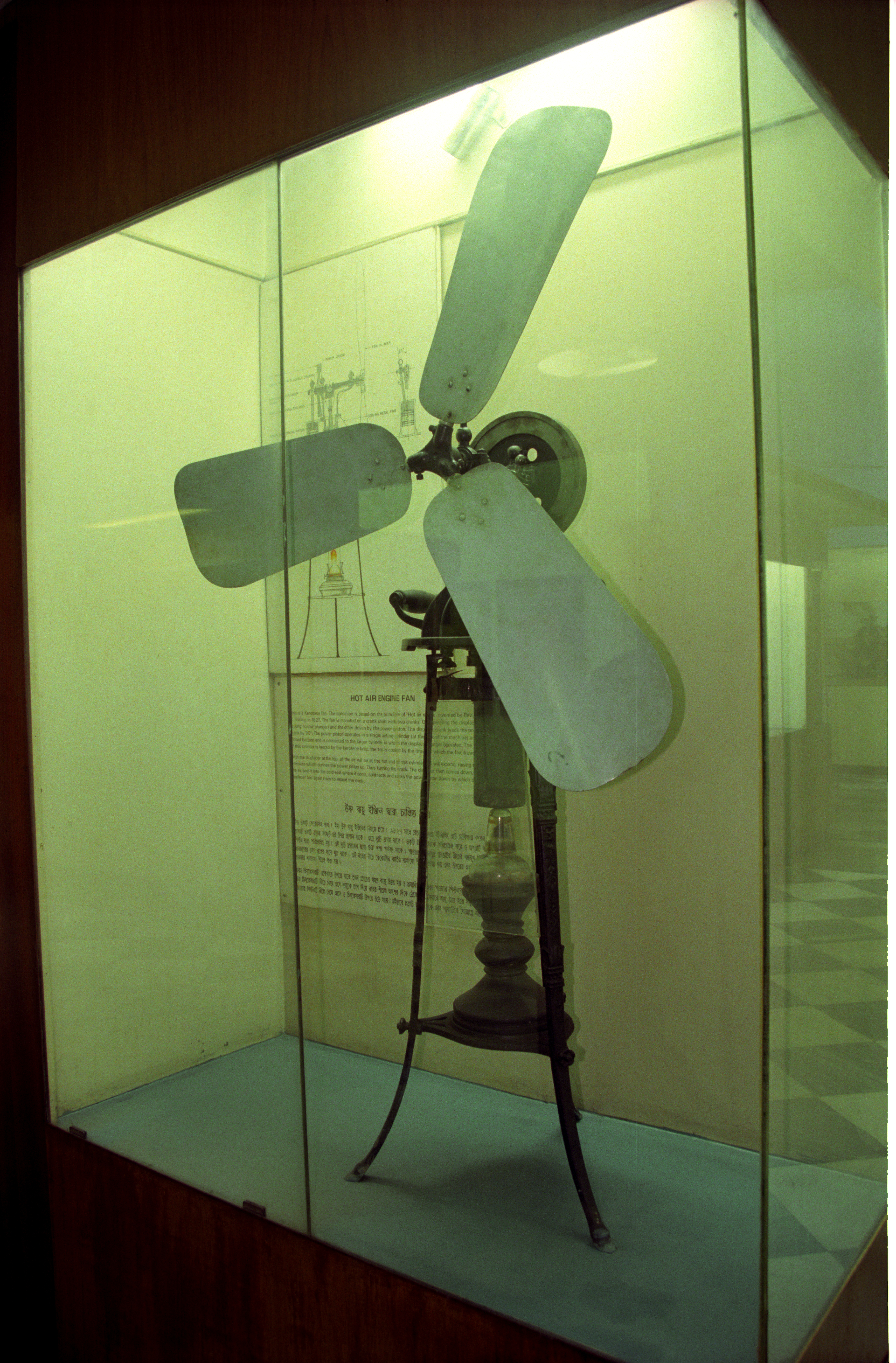
石油ランプを熱源とするホットエアー・エンジン・ファン

- かつては手回式の扇風機が用いられたこともある。
- アメリカでは石油ランプを熱源とするスターリングエンジンを動力とした扇風機（ホットエアー・エンジン・ファン）や石油ストーブの上部に取り付けて温風を送るエアサーキュレーターが一時期普及していたが、電気扇風機の出現と送電網の発達で役目を終えた[36]。

## 派生的表現
- 転じてプロ野球で空振りを繰り返すバッターを揶揄する単語としても使用される。